# Caconemobius
Caconemobius Kirby, 1906 è un genere di insetto ortottero appartenenti alla famiglia Gryllidae. Il genere comprende 10 specie, endemiche delle isole delle Hawaii.

## Descrizione
Si tratta di grilli di piccole dimensioni, privi di ali, endemici delle isole delle Hawaii. C. anahulu e C. fori si sono adattati a vivere sulle colate lavice recentemente solidificate della grande isola di Hawaii. C. fori in particolare è stato indicato come il primo organismo pluricellulare colonizzatore delle colate laviche sull'isola. C. varius e C. howarthi si sono adattati invece a sopravvivere nelle caverne prodotte dai tunnel di lava, sempre sulla stessa isola.

## Tassonomia
Il primo esemplare attribuito al genere fu descritto da Johann Dietrich Alfken nel 1901; si trattava di una femmina appartenente alla specie  C. schauinslandi, per la quale Alfken adottò il nome di Paranemobius schauinslandi. Paranemobius tuttavia è stato successivamente assegnato a un genere del Subcontinente indiano. Nel 1906, William Forsell Kirby suggerì che la specie dovesse appartenere ad un genere differente, per il quale adottò la denominazione Caconemobius.
Nel anni 1970, nell'esplorazione di alcune caverne nelle isole delle Hawaii, Francis Gard Howarth raccolse alcuni esemplari che permisero ad Ashley B. Gurney e David C. Rentz di identificare tre nuove specie: C. fori, C. howarthi e C. varius. Le restanti 7 specie elencate al 2025 nel genere sono state scoperte da Daniel Otte negli anni 1990.
Le specie raccolte nel genere Caconemobius presentano delle comunanze con quelle del genere Parapteronemobius, diffuse in Cina, Corea, Giappone e costa pacifica della Russia.
Il genere Caconemobius comprende le seguenti specie:
- C. albus
- C. anahulu
- C. fori
- C. howarthi
- C. nihoensis
- C. paralbus
- C. sandwichensis
- C. schauinslandi
- C. uuku
- C. varius